# Rouissat
Rouissat är en ort i Algeriet.   Den ligger i provinsen Ouargla, i den centrala delen av landet, 600 km söder om huvudstaden Alger. Rouissat ligger 138 meter över havet och antalet invånare är 80 784.
Terrängen runt Rouissat är platt.Runt Rouissat är det mycket glesbefolkat, med 2 invånare per kvadratkilometer. Närmaste större samhälle är Ouargla, 3,7 km nordväst om Rouissat. Trakten runt Rouissat är ofruktbar med lite eller ingen växtlighet.